# Reinas y Reyes de Venezuela
Reinas y Reyes de Venezuela Es un concurso de belleza tanto femenina como masculina. También se conoce así al certamen que lo confiere y que es realizado anualmente, en el que se califica la belleza integral, inteligencia, seguridad, elegancia y porte que poseen los candidatos al título. Los participantes y ganadores le dan significado e importancia a esta competencia de belleza realizando distintas actividades de suma importancia.
Reinas y Reyes de Venezuela es un concurso nuevo pero con una reconocible aceptación nacional.El actual dueño del certamen es el diseñador Prince Julio César.Junto a su equipo conforman la Organización "Reinas y Reyes de Venezuela, empresa que organiza el concurso y a la que presiden. Esta misma organización mantiene, comercia y agenda las actividades y necesidades de los portadores del título, siendo su imagen principal la Miss Supranational Venezuela y el Míster Supranational Venezuela en funciones.
Los actuales Miss Supranational Venezuela y Mister Supranational Venezuela son Leix Collins y Victor Battista quienes representarán a Venezuela en Miss Supranational 2025 y Mister Supranational 2025

## Historia

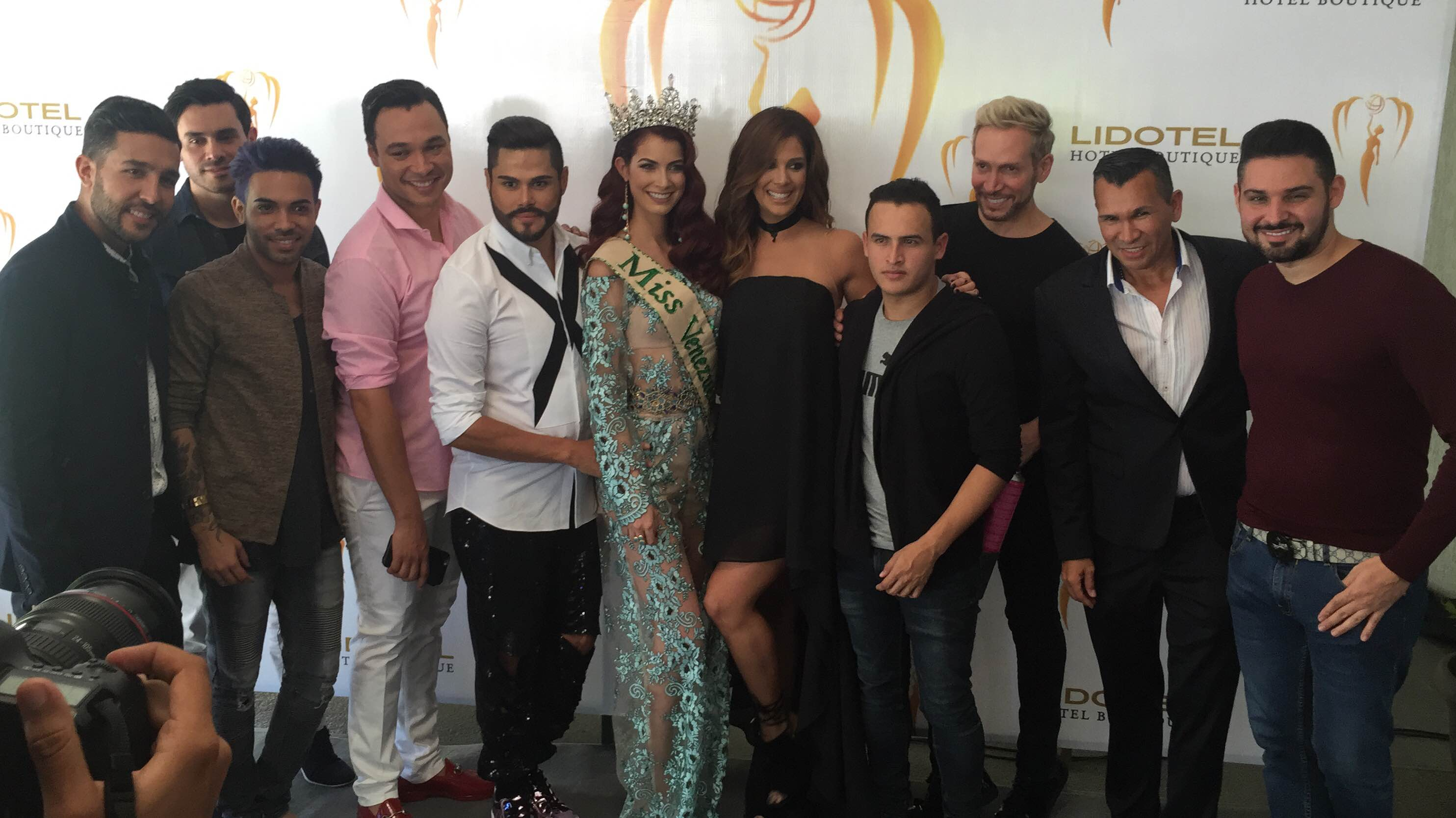
Conferencia de prensa realizada el martes, 4 de octubre de 2016 en el Lidotel Caracas, donde fue presentada la nueva Organización Miss Earth Venezuela y su titular, Stephanie de Zorzi.

En un comienzo, desde 2001, las representantes venezolanas al certamen internacional de Miss Tierra fueron designadas por parte de franquiciantes independientes. A partir de 2005, la empresa tenedora de la franquicia en Venezuela era la organización Sambil Model, filiada a la cadena de centros comerciales Sambil, quien anualmente realizaba un destacado fashion show o certamen de belleza denominado Sambil Model Venezuela, quien a su vez, desde 2006 envió candidatas al concurso Miss Continente Americano (actual Miss Continentes Unidos) en Ecuador. La ganadora del Sambil Model Venezuela representó al país en el certamen ecológico hasta 2009. Durante dicho periodo, una venezolana se alzó con el título, Alexandra Braun, quien se acreditó Miss Tierra en 2005.
Posteriormente y a partir del año 2010, la franquicia cae en manos de la Organización Miss Venezuela, principal certamen de belleza del país y reconocido mundialmente por el éxito de sus titulares en concursos internacionales, con Mariángela Bonanni, como primera finalista del Miss Venezuela 2009, siendo elegida para representar al país en la contienda internacional, y siendo a su vez, Caroline Medina la primera titular bajo la dirección de Osmel Sousa de manera oficial bajo el nombre de Miss Tierra Venezuela. Durante 2010 y 2015 esta organización logró coronar una venezolana como Miss Tierra, siendo Alyz Henrich la ganadora de Miss Tierra 2013.
Normalmente, la Organización Miss Venezuela escogía a la representante venezolana durante el certamen Miss Venezuela, y la misma participaba al año siguiente de su elección. No obstante, en 2014, Stephanie de Zorzi (electa el año anterior) fue despojada de sus funciones y no fue enviada al certamen internacional por motivos que el director, Osmel Sousa, no reveló, siendo sustituida por Maira Alexandra Rodríguez, quien finalmente se ubicó dentro del cuadro final del certamen ecológico aquel año.
En 2016, y dada la cercanía del certamen Miss Venezuela 2016, se comenzó a especular sobre si la organización presidida por Osmel Sousa continuaría sustentando la franquicia, esto en vista de que la elección de aquel certamen sería a escasos días de cuando debería partir la representante venezolana a Filipinas para el concurso. Finalmente, el 4 de octubre se realiza una rueda de prensa en donde se anunció que Miss Earth Venezuela sería Stephanie de Zorzi (misma que fue titular en 2013), y se procedió a su coronación bajo la tutela de Alyz Henrich, tenedora de la franquicia nacional.

## El concurso hoy
Desde 2017, el certamen es transmitido en televisión nacional a millones de personas en toda Venezuela, siendo Globovisión la elegida para realizar y transmitir el evento. Un total de 24 candidatas representantes de toda la geografía nacional compiten por el título
La ganadora comienza sus actividades como reina nacional de belleza en cuanto toma el título, convirtiéndose en la imagen principal de la compañía y fija su residencia en la ciudad de Caracas, Venezuela, el tiempo que dure su reinado. Aquella empresa u organización que desee contratar a Miss Earth Venezuela para algún evento (incluida la visita de la ganadora a un evento público), debe contactar y negociar con la organización.
Sistema de competencia
La elección de Miss Earth Venezuela es un proceso con duración intermedia de cuatro meses, desde el inicio de los cástines hasta la elección final.
Algunas de esas reglas básicas son las siguientes:
- Que la delegada sea mujer legalmente — quedando abierta la posibilidad de que una mujer transgénero concurse.
- Que nunca se haya casado.
- Que nunca haya estado embarazada.
- Que tenga la nacionalidad venezolana.
- Que tenga una estatura mínima de 1.69 metros.
- Que tenga entre 18 y 28 años cumplidos al 1 de enero del año en que compita.
- Que tenga la disposición de ser Miss Earth Venezuela y cumplir lo que ello conlleva.

Existen otras reglas y excepciones a estas que son particulares a cada país. Contrario a lo que suele pensarse, hay otras cuestiones que no violan el reglamento del concurso:
- Miss Earth Venezuela no prohíbe las cirugías estéticas ni los aditamentos cosméticos.
- Miss Earth Venezuela no prohíbe que concurse una mujer que ha posado desnuda o en lencería.
- Miss Earth Venezuela no solicita ni un máximo ni un mínimo de peso para sus concursantes.
- Miss Earth Venezuela no promueve estereotipos raciales o étnicos para la representación de los estados.

## Ganadoras
Miss Earth Venezuela
| # | Año  | Ganadora                                               | Estado                                                   | Edad | Procedencia  | Lugar del evento                            | Participantes                               | Fecha                                       |
| - | ---- | ------------------------------------------------------ | -------------------------------------------------------- | ---- | ------------ | ------------------------------------------- | ------------------------------------------- | ------------------------------------------- |
| — | 2016 | Stephanie Ysabel de Zorzi Landaeta                     | Aragua (Designada oficial al Miss Tierra 2016)           | 23   | Turmero      | Designada, el martes 4 de octubre de 2016   | Designada, el martes 4 de octubre de 2016   | Designada, el martes 4 de octubre de 2016   |
| 1 | 2017 | Yorbriele Ninoska Vásquez Álvarez                      | Lara (Ganadora oficial al Miss Tierra 2017)              | 25   | Barquisimeto | Hotel Intercontinental Tamanaco, Caracas    | 26                                          | 20 de agosto de 2017                        |
| 2 | 2018 | Diana Carolina Silva Francisco                         | Lara (Ganadora oficial al Miss Tierra 2018)              | 24   | Caracas      | Centro Cultural Chacao, Caracas             | 24                                          | 12 de agosto de 2018                        |
| 3 | 2019 | Michell Roxana Castellanos Azuaje                      | Guárico (Ganadora oficial al Miss Tierra 2019)           | 24   | Barquisimeto | Centro Cultural Chacao, Caracas             | 29                                          | 25 de agosto de 2019                        |
| — | 2020 | Stephany Karina Zreik Torres                           | Miranda (Designada oficial al Miss Tierra 2020)          | 24   | Valencia     | Designada, el jueves 27 de agosto de 2020   | Designada, el jueves 27 de agosto de 2020   | Designada, el jueves 27 de agosto de 2020   |
| — | 2021 | María Daniela Velasco Rodríguez                        | Distrito Capital (Designada oficial al Miss Tierra 2021) | 28   | Caracas      | Designada, el viernes 15 de octubre de 2021 | Designada, el viernes 15 de octubre de 2021 | Designada, el viernes 15 de octubre de 2021 |
| — | 2022 | Elizabeth Mariana Carolina Gasiba de la Hoz (Renunció) | Distrito Capital (Designada oficial al Miss Tierra 2022) | 24   | Caracas      | Designada, el viernes 15 de octubre de 2021 | Designada, el viernes 15 de octubre de 2021 | Designada, el viernes 15 de octubre de 2021 |
| — | 2022 | Oriana Gabriela Pablos Díaz (Asumió)                   | Distrito Capital (Designada oficial al Miss Tierra 2022) | 25   | Caracas      | Designada, el martes 4 de octubre de 2022   | Designada, el martes 4 de octubre de 2022   | Designada, el martes 4 de octubre de 2022   |
| — | 2023 | Jhosskaren Smiller Carrizo Orozco                      | Lara (Designada oficial al Miss Tierra 2023)             | 29   | Barquisimeto | Designada, el martes 18 de octubre de 2023  | Designada, el martes 18 de octubre de 2023  | Designada, el martes 18 de octubre de 2023  |
| — | 2023 | Rinelys Karleys Rojas Rivera                           | La Guaira (Ganadora oficial al Miss Tierra 2024)         | 25   | La Guaira    | Poliedro de Caracas                         | 23                                          | 17 de noviembre de 2023                     |

Miss Air Venezuela
| # | Año  | Ganadora                                | Estado        | Edad | Procedencia   | Lugar del evento                         | Participantes | Fecha                |
| - | ---- | --------------------------------------- | ------------- | ---- | ------------- | ---------------------------------------- | ------------- | -------------------- |
| 1 | 2017 | Luisa Cristina Núñez Bruno (Destituida) | Nueva Esparta | 26   | Villa de Cura | Hotel Intercontinental Tamanaco, Caracas | 26            | 20 de agosto de 2017 |
| 2 | 2018 | Sarilé Daniela González Pérez           | Táchira       | 18   | San Cristóbal | Centro Cultural Chacao, Caracas          | 24            | 12 de agosto de 2018 |
| 3 | 2019 | Joanny Gabriela Coronado Flores         | Lara          | 23   | La Victoria   | Centro Cultural Chacao, Caracas          | 29            | 25 de agosto de 2019 |

Miss Water Venezuela
| # | Año  | Ganadora                                        | Estado   | Edad | Procedencia | Lugar del evento                         | Participantes | Fecha                |
| - | ---- | ----------------------------------------------- | -------- | ---- | ----------- | ---------------------------------------- | ------------- | -------------------- |
| 1 | 2017 | Luisiary Andreína Albarrán Pérez                | Mérida   | 22   | Mérida      | Hotel Intercontinental Tamanaco, Caracas | 26            | 20 de agosto de 2017 |
| 2 | 2018 | Katherine Gabriela del Valle Rodríguez Martínez | Carabobo | 18   | Valencia    | Centro Cultural Chacao, Caracas          | 24            | 12 de agosto de 2018 |
| 3 | 2019 | Mariángel del Valle Barrios Tovar               | Sucre    | 20   | Cumaná      | Centro Cultural Chacao, Caracas          | 29            | 25 de agosto de 2019 |

Miss Fire Venezuela
| # | Año  | Ganadora                        | Estado  | Edad | Procedencia | Lugar del evento                         | Participantes | Fecha                |
| - | ---- | ------------------------------- | ------- | ---- | ----------- | ---------------------------------------- | ------------- | -------------------- |
| 1 | 2017 | Michelle Stella Barone Montilla | Cojedes | 25   | Araure      | Hotel Intercontinental Tamanaco, Caracas | 26            | 20 de agosto de 2017 |
| 2 | 2018 | Verónica Esperanza Araque Smith | Falcón  | 19   | Caracas     | Centro Cultural Chacao, Caracas          | 24            | 12 de agosto de 2018 |
| 3 | 2019 | Stephany Karina Zreik Torres    | Miranda | 23   | Valencia    | Centro Cultural Chacao, Caracas          | 29            | 25 de agosto de 2019 |

## Estadísticas
Miss Earth Venezuela
| Entidad | Títulos | Edición          |
| ------- | ------- | ---------------- |
| Lara    | 3       | 2017, 2018, 2023 |
| Guárico | 1       | 2019             |

Miss Air Venezuela
| Entidad       | Títulos | Edición |
| ------------- | ------- | ------- |
| Lara          | 1       | 2019    |
| Táchira       | 1       | 2018    |
| Nueva Esparta | 1       | 2017    |

Miss Water Venezuela
| Entidad  | Títulos | Edición |
| -------- | ------- | ------- |
| Sucre    | 1       | 2019    |
| Carabobo | 1       | 2018    |
| Mérida   | 1       | 2017    |

Miss Fire Venezuela
| Entidad | Títulos | Edición |
| ------- | ------- | ------- |
| Miranda | 1       | 2019    |
| Falcón  | 1       | 2018    |
| Cojedes | 1       | 2017    |

## Ganadoras
Estas son algunas de las ganadoras del concurso:

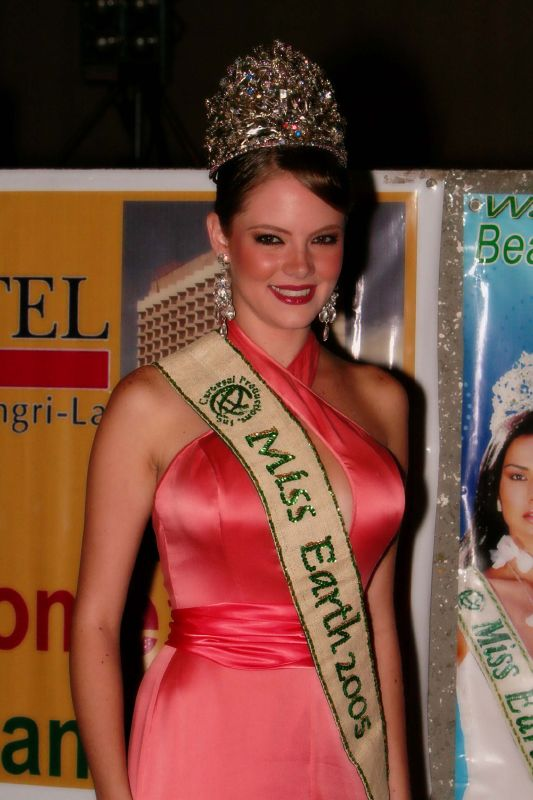
Miss Tierra Venezuela 2005 Miss Earth 2005 Alexandra Braun
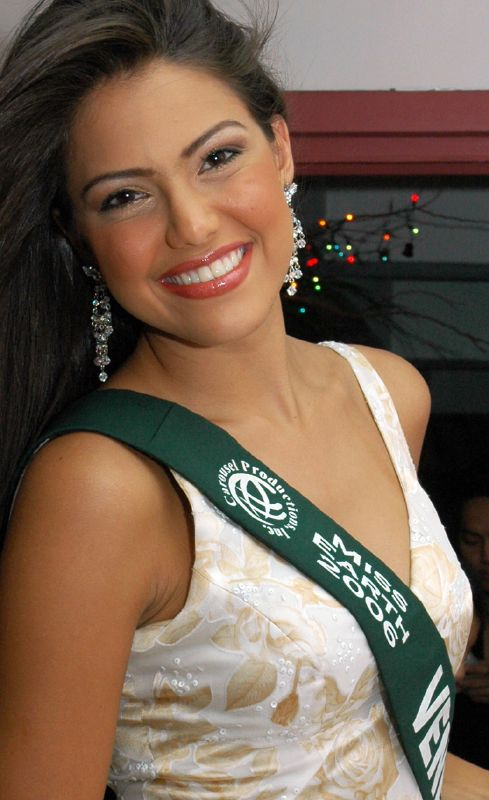
Miss Tierra Venezuela 2006 Miss Earth - Fire 2006 Marianne Puglia
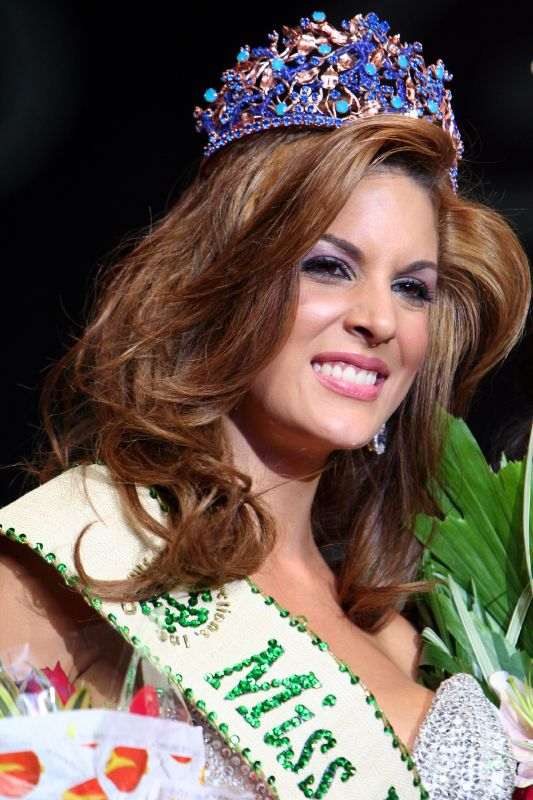
Miss Tierra Venezuela 2007 Miss Earth Water 2007 Silvana Santaella
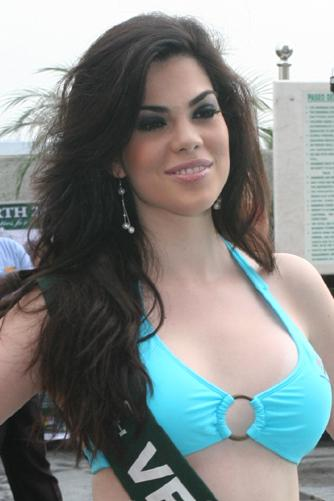
Miss Tierra Venezuela 2008 Miss Earth 2008-Top 8 Daniela Torrealba
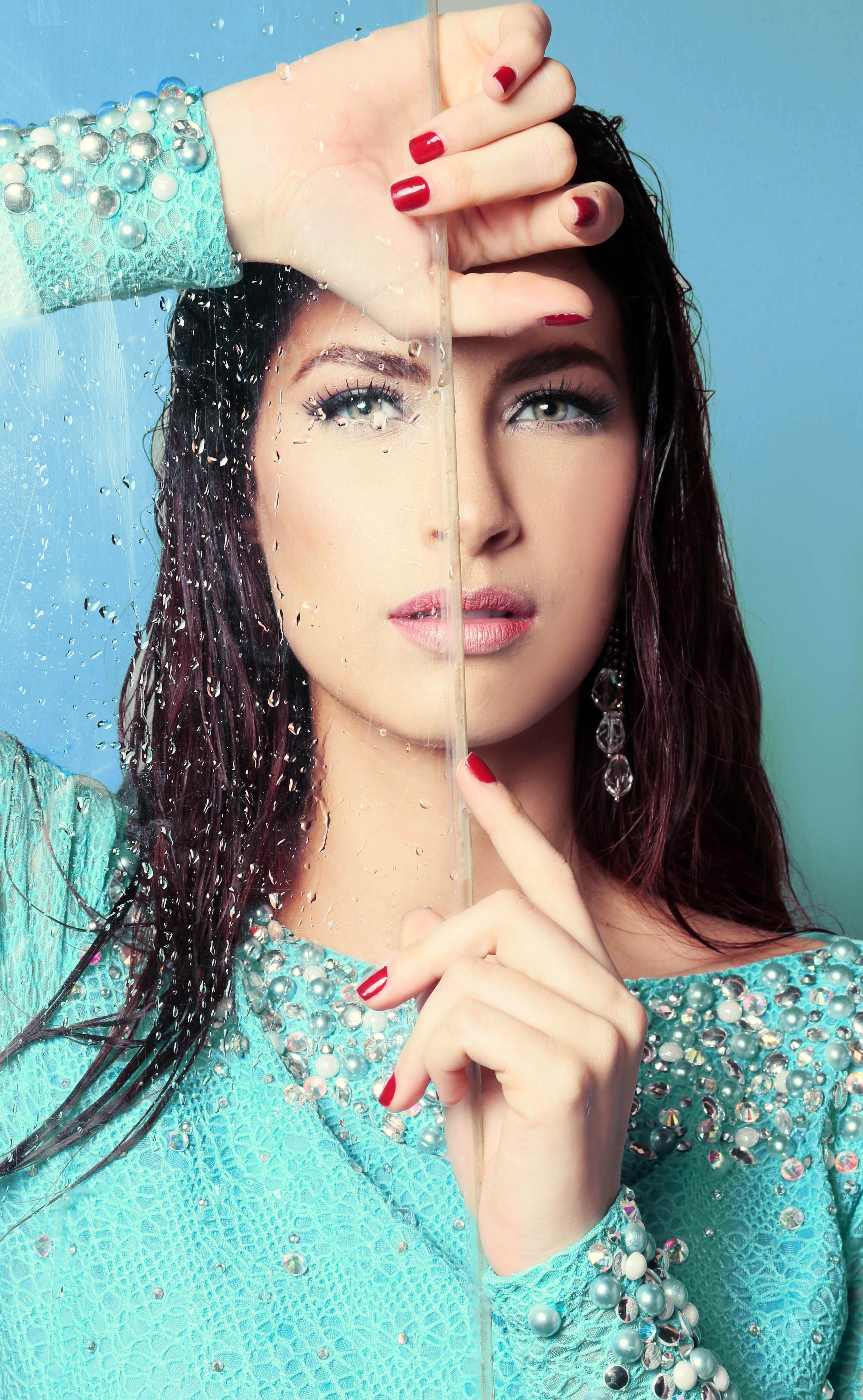
Miss Tierra Venezuela 2016 Miss Earth Water 2016 Stephanie de Zorzi

## Miss & Mister Supranacional Venezuela
Miss Supranacional Venezuela
| # | Año  | Ganadora                                  | Estado                                                        | Edad | Procedencia | Lugar del evento                | Participantes                            | Fecha                                    |
| - | ---- | ----------------------------------------- | ------------------------------------------------------------- | ---- | ----------- | ------------------------------- | ---------------------------------------- | ---------------------------------------- |
| 1 | 2019 | Gabriela Isabel de la Cruz Brito          | Carabobo (Ganadora oficial al Miss Supranacional 2019)        | 19   | San Felipe  | Centro Cultural Chacao, Caracas | 30                                       | 22 de agosto de 2019                     |
| 2 | 2021 | Valentina Belén Sánchez Trivella          | Nueva Esparta (Ganadora oficial al Miss Supranacional 2021)   | 25   | Porlamar    | Estudios Globovisión, Caracas   | 5                                        | 27 de mayo de 2021                       |
| — | 2022 | Ismelys Milagros Del Valle Velásquez Lugo | La Guaira (Designada oficial al Miss Supranacional 2022)      | 22   | La Guaira   | Teatro Junín, Caracas           | Designada, el jueves 09 de junio de 2022 | Designada, el jueves 09 de junio de 2022 |
| 3 | 2023 | Selene Alejandra Delgado Delgado          | Miranda (Ganadora oficial al Miss Supranacional 2023)         | 25   | Guatire     | Teatro Junín, Caracas           | 13                                       | 9 de junio de 2022                       |
| 4 | 2024 | Rossana Katherin Contreras Fiorini        | Mérida (Ganadora oficial al Miss Supranacional 2024)          | 29   | Mérida      | Poliedro de Caracas             | 23                                       | 17 de noviembre de 2023                  |
| — | 2025 | Leix Luznelys Montilla Collins            | Distrito Capital (Ganador oficial al Miss Supranacional 2025) | 26   | Caracas     | Estudios Globovisión, Caracas   | Designado, el sábado 29 de marzo de 2025 | Designado, el sábado 29 de marzo de 2025 |

Mister Supranacional Venezuela
| # | Año  | Ganadora                         | Estado                                                            | Edad | Procedencia  | Lugar del evento                           | Participantes                              | Fecha                                      |
| - | ---- | -------------------------------- | ----------------------------------------------------------------- | ---- | ------------ | ------------------------------------------ | ------------------------------------------ | ------------------------------------------ |
| — | 2019 | Leonardo Carrero Contreras       | Mérida (Designado oficial al Mister Supranacional 2019)           | 26   | El Vigía     | Designado, el domingo 22 de agosto de 2019 | Designado, el domingo 22 de agosto de 2019 | Designado, el domingo 22 de agosto de 2019 |
| 1 | 2021 | William Manuel Badell López      | Zulia (Ganador oficial al Mister Supranacional 2021)              | 25   | Maracaibo    | Estudios Globovisión, Caracas              | 5                                          | 27 de mayo de 2021                         |
| — | 2022 | Anthony Misael Gallardo Villegas | Distrito Capital (Designado oficial al Mister Supranacional 2022) | 29   | Caracas      | Designado, el sábado 02 de julio de 2022   | Designado, el sábado 02 de julio de 2022   | Designado, el sábado 02 de julio de 2022   |
| 2 | 2023 | Jorge Eduardo Núñez Martínez     | Zulia (Ganador oficial al Mister Supranacional 2023)              | 27   | Ciudad Ojeda | Teatro Junín, Caracas                      | 11                                         | 9 de junio de 2022                         |
| 3 | 2024 | Marcos Jesús de Freitas Andrade  | Distrito Capital (Ganador oficial al Mister Supranacional 2024)   | 24   | Caracas      | Poliedro de Caracas                        | 14                                         | 17 de noviembre de 2023                    |
| — | 2025 | Victor Michele Battista Infante  | Distrito Capital (Ganador oficial al Mister Supranacional 2025)   | 29   | Caracas      | Estudios Globovisión, Caracas              | Designada, el sábado 29 de marzo de 2025   | Designada, el sábado 29 de marzo de 2025   |

## Estadísticas
Miss Supranacional Venezuela
| Entidad          | Títulos | Años ganados |
| ---------------- | ------- | ------------ |
| Distrito Capital | 1       | 2025         |
| Mérida           | 1       | 2024         |
| Miranda          | 1       | 2023         |
| La Guaira        | 1       | 2022         |
| Nueva Esparta    | 1       | 2021         |
| Carabobo         | 1       | 2019         |

Mister Supranacional Venezuela
| Entidad          | Títulos | Años ganados     |
| ---------------- | ------- | ---------------- |
| Distrito Capital | 3       | 2022, 2024, 2025 |
| Zulia            | 2       | 2021, 2023       |
| Mérida           | 1       | 2019             |

## Representantes Femeninas
Miss Tierra
Hasta 2020, Venezuela, participando en 17 oportunidades, ha clasificado en 15 ocasiones con 10 finalistas (dentro de las cuatro principales lugares), logrando conseguir 2 títulos en 20 ediciones de Miss Tierra: 
- Ganadora (Miss Tierra)
- 1.ª finalista (Miss Tierra – Aire)
- 2.ª finalista (Miss Tierra – Agua)
- 3.ª finalista (Miss Tierra – Fuego)
- Top 8 (Semifinalistas)
- Top 16/ 18/ 20 (Cuartofinalistas)

| Ed. | Año  | Representante         | Lugar                                                                             | Fecha                   | Part. | Premio especial | Clasificación          |
| Ed. | Año  | Representante         | Lugar                                                                             | Fecha                   | Part. | Premio especial | Posición               |
| --- | ---- | --------------------- | --------------------------------------------------------------------------------- | ----------------------- | ----- | --- | ---------------------- |
| 16  | 2016 | Stephanie de Zorzi    | Mall of Asia Arena, Pásay, Manila, Filipinas                                      | 29 de octubre de 2016   | 83    | Premios especiales - Medalla de Plata: Favoritas de la Prensa - Medalla de Bronce: Vestimenta - Medalla de Bronce: Miss Fotogénica | 2.ª finalistaMiss Agua |
| 17  | 2017 | Ninoska Vásquez       | Mall of Asia Arena, Pásay, Manila, Filipinas                                      | 4 de noviembre de 2017  | 85    | Premios especiales - Medalla de Plata: Presentación Ambiental (Grupo Sudamérica) - Medalla de Plata: Traje de Baño - Medalla de Oro: Resort Wear Competition - Medalla de Oro: Long Gown Competition - Medalla de Bronce: Miss Fotegénica - Medalla de Plata: Mejor Traje Típico Otros premios - Mejor pasarela: en Traje de Baño - 1° Finalista: Miss Hannah's - 4° Finalista: Miss Reto Deportivo | Top 8                  |
| 18  | 2018 | Diana Silva           | Mall of Asia Arena, Pásay, Manila, Filipinas                                      | 3 de noviembre de 2018  | 87    | Premios especiales - Medalla de Oro: Swimsuit Competition - Medalla de Oro: Resort Wear Competition Otros premios - Beauty of Face and Poise - Beauty of Figure and Form - Intelligence and Advocacy | Top 8                  |
| 19  | 2019 | Michell Castellanos   | LugarCove Manila, Okada Manila Resort & Casino, Parañaque, Gran Manila, Filipinas | 26 de octubre de 2019   | 85    | Premios especiales - Medalla de Bronce: Fashion Show de Caridad - Medalla de Oro: Competencia de Traje de Noche - Medalla de Plata: Competencia en Traje de Baño | No clasificó           |
| 20  | 2020 | Stephany Zreik        | LugarCove Manila, Okada Manila Resort & Casino, Parañaque, Gran Manila, Filipinas | 29 de noviembre de 2020 | 84    | Premios especiales - Medalla de Oro (América): Mejor Traje Típico - Medalla de Oro (América): Ropa de Playa - Medalla de Oro (América): Ropa Deportiva - Medalla de Bronce (América): Prueba de Talento (Creatividad) - Medalla de Bronce (América): Traje de Gala | 1.ª finalistaMiss Aire |
| 21  | 2021 | María Daniela Velasco | LugarCove Manila, Okada Manila Resort & Casino, Parañaque, Gran Manila, Filipinas | 21 de noviembre de 2021 | 89    | | Top 8                  |
| 22  | 2022 | Oriana Pablos         | LugarCove Manila, Okada Manila Resort & Casino, Parañaque, Gran Manila, Filipinas | 29 de noviembre de 2022 | 86    | Resort Wear Competition (Aire) · Beach Wear Competition (Aire) | No clasificó           |
| 23  | 2023 | Jhoskaren Karrizo     | LugarVạn Phúc City, Hiệp Bình Phước, Thủ Đức, Ciudad Ho Chi Minh, Vietnam         | 22 de diciembre de 2023 | 85    | | Top 12                 |
| 24  | 2024 | Karleys Rojas         | LugarCove Manila, Okada Manila Resort & Casino, Parañaque, Gran Manila, Filipinas | 09 de noviembre de 2022 | 76    | | No clasificó           |

Miss Supranacional
- Ganadora
- Finalista
- Top 10 (Semifinalistas)
- Top 25 (Cuartofinalistas)

| Edición | Año  | Representante       | Fecha                  | Participantes | Top | Premio Especial                     | Clasificación | Clasificación |
| Edición | Año  | Representante       | Fecha                  | Participantes | Top | Premio Especial                     | N.º           | Posición      |
| ------- | ---- | ------------------- | ---------------------- | ------------- | --- | ----------------------------------- | ------------- | ------------- |
| 11      | 2019 | Gabriela de la Cruz | 6 de diciembre de 2019 | 78            | 25  | - 2.ª f. - Finalista Miss Elegancia | 5             | 4.ª finalista |
| 12      | 2021 | Valentina Sánchez   | 21 de agosto de 2021   | 58            | 24  | - Ganadora Miss Supra-Chat          | 4             | 3.ª finalista |
| 13      | 2022 | Ismelys Velásquez   | 15 de julio de 2022    | 69            | 24  |                                     | 5             | 4.ª finalista |
| 14      | 2023 | Selene Delgado      | 14 de julio de 2023    | 65            | 24  |                                     | 23            | Top 24        |
| 15      | 2024 | Rossana Fiorini     | 6 de julio de 2024     | 68            | 25  |                                     |               | No clasificó  |
| 16      | 2025 | Leix Collins        | 27 de junio de 2025    | 66            | 24  | - Mejor Traje Típico                |               | No clasificó  |

Miss Cosmo
- Ganadora
- Finalista
- Top 10 (Semifinalistas)
- Top 21 (Cuartofinalistas)

| Edición | Año  | Representante | Fecha                | Participantes | Top | Premio Especial | Clasificación | Clasificación |
| Edición | Año  | Representante | Fecha                | Participantes | Top | Premio Especial | N.º           | Posición      |
| ------- | ---- | ------------- | -------------------- | ------------- | --- | --------------- | ------------- | ------------- |
| 1       | 2024 | Zaren Loyo    | 5 de octubre de 2024 | 56            | 21  |                 |               | No Clasificó  |

Universal Woman
- Ganadora
- Finalista
- Top 10 (Semifinalistas)
- Top 24 (Cuartofinalistas)

| Edición | Año   | Representante     | Fecha                | Participantes | Top | Premio Especial          | Clasificación | Clasificación |
| Edición | Año   | Representante     | Fecha                | Participantes | Top | Premio Especial          | N.º           | Posición      |
| ------- | ----- | ----------------- | -------------------- | ------------- | --- | ------------------------ | ------------- | ------------- |
| 1       | 2023  | Valentina Sánchez | 2 de febrero de 2023 | 23            | 10  | - Top 5: Proyecto Social | 1             | Ganadora      |
| 2       | 2024  | Lisandra Chirinos | 22 de marzo de 2024  | 44            | 24  | - Mejor Pasarela         | 2             | 1.º finalista |
| 3       | India |                   | 10 de agosto de 2025 | 48            | 24  |                          | 3             | 2.⁰ finalista |

## Representantes Masculinos
Mister Supranacional
- Ganador
- Finalista
- Top 20 (Cuartofinalistas)

| Edición | Año  | Representante       | Fecha                  | Participantes | Top | Premio Especial                 | Clasificación | Clasificación |
| Edición | Año  | Representante       | Fecha                  | Participantes | Top | Premio Especial                 | N.º           | Posición      |
| ------- | ---- | ------------------- | ---------------------- | ------------- | --- | ------------------------------- | ------------- | ------------- |
| 4       | 2019 | Leonardo Carrero    | 7 de diciembre de 2019 | 40            | 20  |                                 | 5             | 4.º finalista |
| 5       | 2021 | William Badell      | 22 de agosto de 2021   | 34            | 20  | - Mister Fotogénico             | 3             | 2.º finalista |
| 6       | 2022 | Anthony Gallardo    | 16 de julio de 2022    | 34            | 20  |                                 | 20            | Top 20        |
| 7       | 2023 | Jorge Eduardo Núñez | 15 de julio de 2023    | 34            | 20  |                                 | 21            | No Clasificó  |
| 8       | 2024 | Marcos De Freitas   | 4 de julio de 2024     | 36            | 20  |                                 | 4             | 3.º finalista |
| 9       | 2025 | Victor Battista     | 28 de junio de 2025    | 38            | 20  | - Mister Supranational Americas |               | Top 10        |

Mister Internacional
- Ganador
- Finalista
- Top 15/ 20 (Cuartofinalistas)

| Edición | Año  | Representante    | Fecha                    | Participantes | Top | Premio Especial | Clasificación | Clasificación |
| Edición | Año  | Representante    | Fecha                    | Participantes | Top | Premio Especial | N.º           | Posición      |
| ------- | ---- | ---------------- | ------------------------ | ------------- | --- | --------------- | ------------- | ------------- |
| 15      | 2023 | William Badell   | 17 de septiembre de 2023 | 36            | 20  |                 | 2             | 1.º finalista |
| 16      | 2024 | Emmanuel Serrano | 14 de diciembre de 2024  | 47            | 15  |                 |               | Top 15        |

Mister Global
- Ganador
- Finalista
- Top 20 (Cuartofinalistas)

| Edición | Año  | Representante | Fecha                | Participantes | Top | Premio Especial | Clasificación | Clasificación |
| Edición | Año  | Representante | Fecha                | Participantes | Top | Premio Especial | N.º           | Posición      |
| ------- | ---- | ------------- | -------------------- | ------------- | --- | --------------- | ------------- | ------------- |
| 10      | 2024 | Sergio Gómez  | 6 de octubre de 2024 | 32            | 20  |                 |               | Top 20        |

Manhunt International
- Ganador
- Finalista
- Top 20 (Cuartofinalistas)

| Edición | Año  | Representante   | Fecha               | Participantes | Top           | Premio Especial | Clasificación | Clasificación |               |
| Edición | Año  | Representante   | Fecha               | Participantes | Top           | Premio Especial | N.º           | Posición      |               |
| ------- | ---- | --------------- | ------------------- | ------------- | ------------- | --------------- | ------------- | ------------- | ------------- |
| 22      | 2024 | Victor Battista | 26 de mayo de 2024  | 37            | 20            |                 |               | 3.º finalista |               |
| 23      | 2025 | Sergio Gómez    | 10 de junio de 2025 | Por Definirse | Por Definirse | Por Definirse   | Por Definirse | Por Definirse | Por Definirse |